# Le Breuil, Rhône
Le Breuil este o comună în departamentul Rhône din sud-estul Franței. În 2009 avea o populație de 449 de locuitori.

## Evoluția populației
| An        | 1975 | 1982 | 1990 | 1999 | 2006 | 2009 |
| --------- | ---- | ---- | ---- | ---- | ---- | ---- |
| Populație | 284  | 273  | 310  | 363  | 430  | 449  |